# Ichneumon discors
Ichneumon discors är en stekelart som beskrevs av Berthoumieu 1899. Ichneumon discors ingår i släktet Ichneumon och familjen brokparasitsteklar. Inga underarter finns listade i Catalogue of Life.